# Cryptocephalus biguttatus
Cryptocephalus biguttatus este o specie de gândac de frunză aparținând familiei Chrysomelidae și respectiv subfamiliei Cryptocephalinae.
Culoarea capului, a pronotului și a elitrelor este neagră, iar pe apex se află două puncte galbene.
Adulții se pot găsi între lunile mai și iunie, principala lor sursă de hrană fiind speciile de Corylus și Trifolium.
Specia este răspândită în Europa centrală și de nord incluzând și Insulele Britanice, Franța, Italia, zona palearctică de est și Orientul Apropiat.